# Redningsvest
Redningsvest eller flydevest er en flydende beklædningsgenstand, som bruges i forbindelse med aktiviteter ved og på vand for at holde personer (eller dyr) flydende, hvis de skulle falde i vandet. Redningsveste kan udføres på forskellige måder; de kan være små og store, med og uden krage og bælter, lavet til at blæses op eller have faste flydeelementer. Der findes også flydejakker og -dragter.

## Historie og typer
De første redningsveste var af kork eller kapok. Den første redningsvest som kunne blæses op med munden kaldtes Tethys og blev patenteret i Norge i 1898, og i USA i 1903 af Breder Carlsen fra Bodø.
Redningsvesten er et godt hjælpemiddel til at redde liv, men der er stadig mange som ikke bruger redningsvest ude på havet. 
De sidste år er selv-oppustende flydeveste blevet populære. Disse veste blæses automatisk op ved kontakt med vand ved hjælp af CO2-gas, men kan også udløses eller blæses op manuelt. De er komfortable at have på, men giver ikke samme høje sikkerhed for bevidstløse personer som konventionelle redningsveste. De leveres i en række forskellige farver. Disse veste kræver mere vedligeholdelse, og gaspatronen skal skiftes efter at have været i kontakt med vand. 
Farven på en redningsvest kan være orange, men findes også i limegrøn, som en refleksvest, og andre farver.
- Én af ni eksisterende flydeveste fra Titanic-forliset 1912. Flydevest af tung kork overtrukket med lærred. Man  kunne brække nakken, hvis hovedet slog mod korkelementene, når man hoppede over bord
- Tysk redningsvest fra anden verdenskrig
- Amerikansk redningsvest fra anden verdenskrig
- Kvinde og pige med flydeveste på Azorerne 2006
- Selvoppustende redningsvest med gaspatron i brug på et amerikansk hangarskib. Elektronikken (Man Over Board Indication', MOBI -system) i vesten sender et radiosignal til skibet, når den udløses.
Foto: 2002
- Automatisk redningsvest af mærket Marinepool med livline
Foto: 2008

## Påbudt i Danmark
Siden 1992 har det været påbudt at have godkendte rednings- eller svømmeveste til alle om bord i både store skibe og mindre fritidsfartøjer i danske farvande. 
Det første påbud om redningsudstyr i båd stammer formentlig fra Jacob Christian Abelsted, som på vegne af Rivierhavnens bådforening i Oslo skrev kapsejlingsreglement i 1875: «Enhver Baad må være forsynet med Redningsbøie for hver av Mandskaberne, i Mangel heraf bliver Baaden tilbagevist.»

## Eksterne links
- Test av barnevester: Noen vester svikter helt
- Dansk seljunion : Regler for fritidssejlads i Danmark Arkiveret 8. november 2017 hos  Wayback Machine

 Der er for få eller ingen kildehenvisninger i denne artikel, hvilket er et problem. Du kan hjælpe ved at angive troværdige kilder til de påstande, som fremføres i artiklen.